# ワイス団
ワイス 団（Weiss Dan、1966年2月28日 - ）は、アメリカ合衆国カリフォルニア州サンノゼ生まれの日本のバスケットボール選手である。米国名はダニエル・A・ワイス。206cm、100kg。

## 来歴
ドイツ系アメリカ人の家庭に生まれ、5歳でバスケを始め、中学時代には州代表に選ばれる。
サンタクララ大学卒業後の1989年、豊田通商へ入社。海外事業部に配属となる一方でバスケットボール部でプレーし、チームを2部優勝に導き、MVPにも選ばれた。
1996年、日本人女性との結婚を機に日本国籍取得。
トヨタ自動車アルバルクに移籍し、1999年、全日本代表としてアジア選手権に出場。
2001年、ボッシュブルーウィンズへ移籍。しかし1シーズンで休部。
その後、一橋大学で学びながらエミネクロスでプレー。2005年、MBAを取得。
2006年バスケットボール世界選手権では組織委員を務めた。
2009年 エクセレンス（2008年東京クラブチーム大会優勝）ヘッドコーチに就任